# ال پنت د آرمنترا
ال پنت د آرمنترا (به اسپانیایی: El Pont d'Armentera) یک شهرستان در اسپانیا است که در استان تاراگونا واقع شده‌است.